# Jurgai járás
A Jurgai járás (oroszul Юргинский район) Oroszország egyik járása a Kemerovói területen. Székhelye Jurga.

## Népesség
- 1989-ben 22 994 lakosa volt.
- 2002-ben 22 779 lakosa volt.
- 2010-ben 22 448 lakosa volt, melynek 90,1%-a orosz, 4,1%-a tatár, 2,5%-a német, 0,8%-a örmény, 0,8%-a ukrán stb.